# Mariana Agüero
Mariana Agüero es una deportista argentina que compitió en taekwondo. Ganó una medalla de bronce en el Campeonato Mundial de Taekwondo de 1993, y una medalla de oro en el Campeonato Panamericano de Taekwondo de 1992.

## Palmarés internacional
| Campeonato Mundial      | Campeonato Mundial                | Campeonato Mundial | Campeonato Mundial |
| Año                     | Lugar                             | Medalla            | Categoría          |
| ----------------------- | --------------------------------- | ------------------ | ------------------ |
| 1993                    | Nueva York (Estados Unidos)       | Medalla de bronce  | –60 kg             |
| Campeonato Panamericano |                                   |                    |                    |
| Año                     | Lugar                             | Medalla            | Categoría          |
| 1992                    | Colorado Springs (Estados Unidos) | Medalla de oro     | –60 kg             |